# Зырянов, Александр Иванович
Алекса́ндр Ива́нович Зыря́нов (23 июля 1955, Красновишерск, Пермской области) — советский и российский учёный-географ, создатель и заведующий кафедрой туризма, декан географического факультета Пермского университета (1993—2018). Исследователь и популяризатор туризма в Пермском крае.

## Биография
В 1977 году окончил географический факультет Пермского университета.
В 1985 году защитил кандидатскую диссертацию «Ландшафтное разнообразие и территориальные социально-экономические системы (на материалах Уральского Нечерноземья)» (научный руководитель — М. Д. Шарыгин).
С 1993 по 2018 год — декан географического факультета Пермского университета. В университете читает курсы «География туризма», «География туризма зарубежных стран», «Туристское проектирование», «Теория и методология рекреационной географии».
В 2004 году организовал и стал заведовать кафедрой туризма Пермского университета.
В 2007 году защитил диссертацию на соискание степени доктора географических наук «Регион: пространственные отношения природы и общества».
Супруга — преподаватель географического факультета ПГНИУ Инна Станиславовна Зырянова (Ильиных), сыновья Григорий (род. 1999) — студент географического факультета МГУ и Александр (род. 2004) — студент биологического факультета ПГНИУ.

## Научная деятельность
Публикуется в авторитетных научных изданиях («Известия РАН», «Вестник МГУ», «География и природные ресурсы»), на веб-платформах с высоким индексом цитирования (Cyberleninka, Экология урбанизированных территорий и др.).
Является редактором международных и региональных сборников научных трудов; главный редактор научного журнала «Географический вестник».
Член Учёного совета Русского географического общества, входит в состав комиссии по развитию туризма РГО.
Является членом экспертной комиссии Российского совета олимпиад школьников по географии, членом координационного совета Ассоциации российских географов-обществоведов (АРГО); член оргкомитета ряда крупных международных конференций.
Как специалист-географ и любитель путешествий А. И. Зырянов разбирает в своей статье книгу и фильм Алексея Иванова «Географ глобус пропил», кульминационным моментом которых является сплав по одной из рек края пермских школьников под руководством учителя-географа. Он также отмечает заслуги Иванова в развитии пермского туризма в связи с фильмом и книгой «Хребет России»; их историко-географический аспект обсуждается в другой статье.

## Избранные работы

### Книги и учебные пособия
- Шарыгин М. Д., Зырянов А. И. Территориальные системы в экономической географии СССР. Методические указания для слушателей подготовительного отделения. Пермь. Перм. ун-т, 1983. 32 с.
- Шарыгин М. Д., Зырянов А. И. Введение в теоретическую географию. Учебное пособие по спецкурсу. Пермь, Перм.ун-т, 1984, 84 с.
- Концепция целевой комплексной программы «Охрана окружающей среды Пермской области» на 2001—2005 годы. Пермь, 2000, 38 с. (в соавт.).
- География. Задания (районного/городского) этапа Всероссийских предметных олимпиад школьников 1998/99 уч. год / Сост. А. И. Зырянов, Н. Г. Циберкин, В. В. Резвых, А. Г. Лядова, М. Б. Иванова. Пермь, 1998.
- Зырянов А. И. Концептуальные подходы к развитию туризма в Пермской области. Пермь: Перм. ун-т, 2004. 52 с.
- Зырянов А. И., Зырянова И. С. Маргинальные территории и туризм. Пермь: Перм.ун-т, 2005. 121 с.
- Зырянов А. И. Туристская география Пермского края. Пермь: Перм.ун-т, 2006. 191 с.
- Зырянов А. И. Регион: пространственные отношения природы и общества. Пермь: Перм.ун-т, 2006. 372 с.
- Зырянов А. И., Мищенко М. А. Проект развития туристско-рекреационных зон Пермского края. Пермь, 2010. 87 с.
- Зырянов А. И. Теоретические аспекты географии туризма. Перм.гос.нац.иссл.ун-т, Пермь, 2013, 158 с.

### Художественные иллюстрированные издания
- Зырянов А. И. Пейзажи Прикамья // Прикамье. Направления туристских маршрутов. Пермь, 2002. С. 4-5.
- Пермский край. Фотопутешествие. Пермь: Пресс-Центр. 2004. С. С. 2-3, 22-24, 35-36, 48-49, 59-60, 71-72, 81.

### Статьи
- Зырянов А. И. Принцип ответственности за регион в концепции высшего образования Пермского университета // Вестник Пермского университета, Вып. 3. Университетское образование, 1996. С. 58-60.
- Зырянов А. И. Район в системе географических понятий // Проблемы региональной экологии. 2007, № 1. С. 15-22.
- Зырянов А. И., Мышлявцева С. Э. Город и регион: туристско-рекреационное взаимодействие // [Экология урбанизированных территорий. 2007. № 1. С. 70-73.
- Зырянов А. И. Правило размер — позиция // Известия РАН, Сер. Географическая. 2007. № 6. С. 19-25. ISSN 0373-2444.
- Зырянов А. И. Регион и поясное время: на материалах Пермского края // Вестник ТюмГУ. 2007. № 3 Серия химия, география. С. 197—204.
- Зырянов А. И. Маргинальные территории // Географический вестник. Выпуск № 2. 2008. С. 9-21.
- Зырянов А. И. Организация туризма в Пермском крае // География и природные ресурсы. 2008. № 2. ISSN 0206-1619. С. 129—136.
- Зырянов А. И., Королёв А. Ю. Эталонные туристские маршруты: географический аспект // Вестник национальной академии туризма. СПб., 2008. № 8. С. 53-57.
- Зырянов А. И., Воронов Г. А., Двинских С. А., Иванова М. Б., Калинин Н. А., Назаров Н. Н., Шарыгин М. Д. Учебная и научная стратегия географического факультета Пермского университета // Университетская география в начале XXI века: сб. статей / отв. ред. С. А. Добролюбов. М.: МАКС Пресс, 2008. С. 132—141.
- Зырянов А. И., Мышлявцева С. Э., Резвых В. В. Зонирование территорий для инвестиций в туристскую область (на примере Пермского края) // Географический вестник. Пермь. 2009. C. 88-93.
- Зырянов А. И., Королёв А. Ю. Туристское районирование горных территорий  // Вестник Московского университета. Сер. 5. География. 2009. № 6. С. 19-25.
- Зырянов А. И. Феномен мастера (о фильме и книге А. В. Иванова «Хребет России») // Географический вестник. 2010. № 2(13). С. 95-96.
- Зырянов А. И., Мышлявцева С. Э. Технология развития туризма в новом районе // Региональные исследования. № 4 (34), 2011. С. 49-56.
- Зырянов А. И. Норвегия // География. № 15 (934), 2011.
- Зырянов А. И.  Необыкновенный Родоман (тройной сюжет к юбилею ученого) // Географический вестник. № 4 (19), 2011. С. 82-83.
- Зырянов А. И. Географическое поле туристского кластера // Географический вестник. № 1 (20). 2012. С. 96-98.
- Зырянов А. И., Мышлявцева С. Э. Туристские кластеры и доминанты (на примере Пермского края) // [http://cnb.uran.ru/files/4fbe0776835df.pdf (недоступная+ссылка) Известия РАН, Сер. Географическая. 2012. № 2. С. 15-22] (недоступная ссылка).
- Зырянов А. И. Текст к разделу «Туризм» // Атлас Пермского края. Пермь, 2012.
- Зырянов А. И., Зырянова И. С. Остров Сардиния: Туристско-географический детерминизм // Географический вестник. Выпуск № 4 (27). 2013. С. 82-87.
- Зырянов А. И., Емельянова Н. А. Равнинный туризм // Географический вестник. Выпуск № 4 (23). 2012. С. 85-88.
- Зырянов А. И. О применении поясного времени // Географический вестник. Выпуск № 1. 2013. С. 13-17.
- Зырянов А. И. Формула места // Региональные исследования. Выпуск 2(40). 2013. С. 20-24.
- Зырянов А. И., Зырянова И. С.  Технология планирования самостоятельного путешествия // Географический вестник. 2013. № 2 (25). С. 99-103.
- Зырянов А. И. Географическое своеобразие и туристские традиции Пермского края // Мир экскурсий, № 3 (23) / 2013, С. 50-52.
- Зырянов А. И. О романе и фильме Алексея Иванова // Географический вестник. Выпуск № 1 (28). 2014. С. 45-47.
- Зырянов А. И., Зырянова И. С.  Сербия: туристские достоинства нетуристской страны // Географический вестник, № 2 (29). 2014. С. 116—120.
- Зырянов А. И. География и туризм: различие и общность интересов  // Современные проблемы сервиса и туризма. Volume 8, issue 1. 31 Марта 2014 .
- Зырянов А. И., Миролюбова Т. В. Методологические подходы к исследованию развития региона с позиций новой экономической и теоретической географии// Известия РАН. Сер. Географическая. 2014. № 5. С. 23-31.
- Зырянов А. И. Систематизация туристских таксонов  // Вестник Московского университета. Сер. 5. География. 2014. № 3. С. 16-22.
- Зырянов А. И. Глобус, Парма и Тобол (о писателе Алексее Иванове как географе) // Географический вестник, № 3 (42). 2017. С. 43-47.

### Научные сборники п/р А. И. Зырянова
- Туризм и рекреация в Ильинском районе Пермского края: материалы регион. науч.-практ. конф. (14-16 июня 2007 г.) /Зырянов А. И. 2007; Усл. печ. л. 8,14. Уч.-изд.л. 7,6. Тираж 100. Перм.ун-т. Пермь, 2007. 140 с.

- Туристский потенциал Гайнского района: материалы регион. науч.-практ. конф. (29-30 октября 2009 г.). /Зырянов А. И. 2009; Усл.печ.л. 7,91. Уч.-изд. л. 7,5. Тираж 60. Перм. гос. ун-т. Пермь, 2009. 134 с.

- Туризм в глубине России: сб. тр. междунар. науч. семинара (19-25 июля 2010 г.) /Зырянов А. И. 2010; Усл. печ. л. 11,39. Тираж 100. Перм.гос.ун-т. Пермь, 2010. 194 с.

### Справочники
- Электронный справочник «Туристские маршруты и путешествия Пермского края» /Зырянов А. И. DVD . 2012.

### Статьи в газетах
- Зырянов А. И. Северная треть // Красная Вишера. № 7-8 (8078-8079), 23.01.1998. С. 4.
- Зырянов А. И. Север области просит помощи // Боевой путь. 07.02.1998. С. 5, 12.
- Зырянов А. И. Северная треть // Новый компаньон. Пермская деловая и политическая газета. № 29 (44). С. 12. 01.09.1998.
- Зырянов А. И. Большой туризм и местный патриотизм // Новый компаньон: пермская деловая и политическая газета. № 13 (73). 13.04.1999.
- Зырянов А. И. Пермский государственный университет. Географический факультет // География: еженедельное приложение к газете «Первое сентября». № 22 (429—430). 22.06.1999.
- Зырянов А. И. Трудности роста // Турвестник: газета Пермской туристической гильдии. № 1, 27 сентября 2000.
- Зырянов А. И. Уральский лидер // Искра: Кунгурская общественно-политическая газета. № 91. 11.07.2000.
- Зырянов А. И. Пермский полуостров // Новый компаньон. № 5 (158). 20.02.2001.
- Зырянов А. И. Дела факультетские // Пермский университет. № 11. Декабрь 2005.
- Зырянов А. И. Про историю с географией // Новый компаньон. № 14 (598). 27.04.2010.
- Зырянов А. И. Не в своем времени. Прикамье — лидер временной погрешности в России // Звезда. 02.03.2012. С. 3.
- Зырянов А. И. «У нас пещерный край» // Business Class. № 18 (432) 20 мая 2013. С. 3.